# Stèle funéraire en bois
Les stèles funéraires en bois sont des œuvres de charpenterie d’art populaire traditionnel de Roumanie, partagées par les Roumains et les Hongrois de Roumanie. Sous le nom roumain de stâlpi funerari, ils sont emblématiques des régions traditionnelles roumaines de Transylvanie, Moldavie occidentale et Olténie ; sous le nom magyar de kopjafák  ils font parte des traditions des Sicules de Transylvanie qui les considèrent comme partie intégrante de leur culture.

## Histoire
L’origine de ces stèles sculptées représentant les vertus de la générosité, de l’honneur, de la paix, de l’amitié et de la reconnaissance, remonte à l’organisation féodale des voïvodats de Valachie et de Transylvanie : ils étaient initialement réservés aux nobles roumains et hongrois, aux fermiers libres et aux knyáz (barons locaux, valaques ou magyars, électeurs des voïvodes). Les serfs valaques, eux, n’avaient droit qu’à de simples croix, plus basses.
Chez les Roumains, les symboles de la stèle en bois décrivent l’âge et le statut social du mort (rang social, civil ou guerrier, célibataire ou marié…). Si des colombes sont sculptées, la stèle est celle d’un enfant ou d’un jeune célibataire (dans l’ancienne société, l’âge moyen du mariage était celui de la puberté). On parlait alors, à propos de ces sculptures, d’« oiseaux de l’âme », cette dernière étant à l’époque imaginée s’envolant comme un oiseau.
Cristian-Ioan Popa dans son ouvrage Contribuții la cunoașterea arhitecturii funerare din lemn din Valea Cugirului (« Contributions à la connaissance de l’architecture funéraire en bois de la vallée de Cugir ») estime que l’origine de ces stèles est totémique et pré-chrétienne. Il distingue deux groupes de stèles : le groupe des plaines richement décoré, avec beaucoup d’éléments végétaux ou zoomorphes, jadis polychromes, et le groupe montagnard plus sobre, à la décoration plus géométrique, et non peint.
La tradition s’est en grande partie perdue chez les Roumains, qui ont adopté les sépultures à l’occidentale, avec croix et pierres tombales, mais perdure chez les Sicules, qui réalisent les kopjafa dans le style montagnard, en y ajoutant parfois des personnages en bas-relief. Dans le pays sicule, le kopjafa n’est pas seulement funéraire mais aussi identitaire : un « kopjafa de poche » est offert à chaque élève de terminale avant les examens du baccalauréat, ainsi qu’un petit baluchon renfermant du sel, un morceau de pain, un crayon, et parfois une pièce de monnaie. Ce kopjafa et ce baluchon représentant la vie des futurs étudiants sicules sortant du lycée, pour marquer leur passage du statut d’écoliers à celui de compagnons de travail.
Le folkloriste Gheorghe Aldea remarque que ces stèles ont leur équivalent en pierre dans les Balkans (les Stećak), et qu’elles ont inspiré le cimetière joyeux de Săpânța ainsi que le roman Kopjafák (1924) de l’écrivain hongrois József Nyírő (en).

## Galerie photos

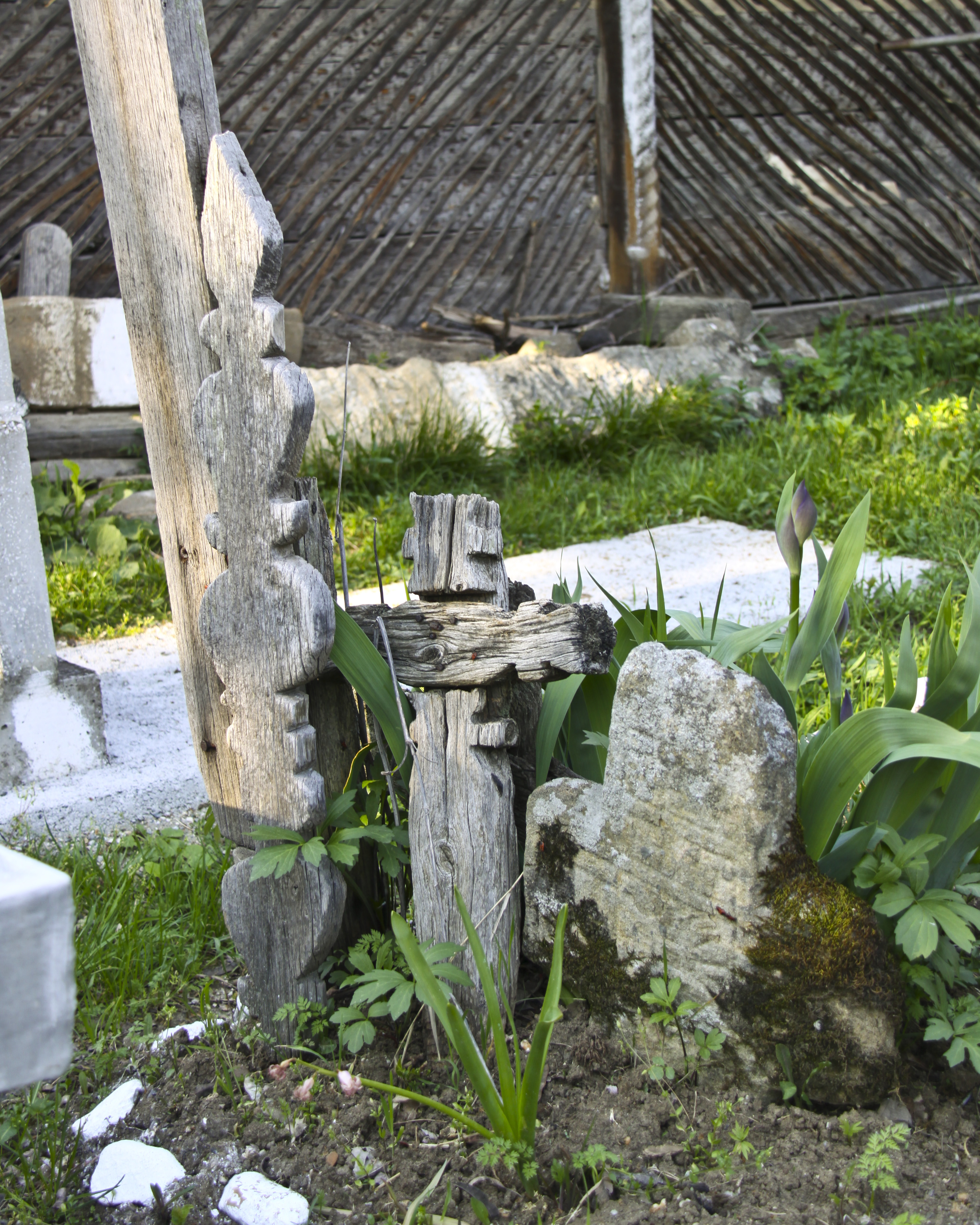
Stèles funéraires, croix en bois et stèle en pierre (Olténie)
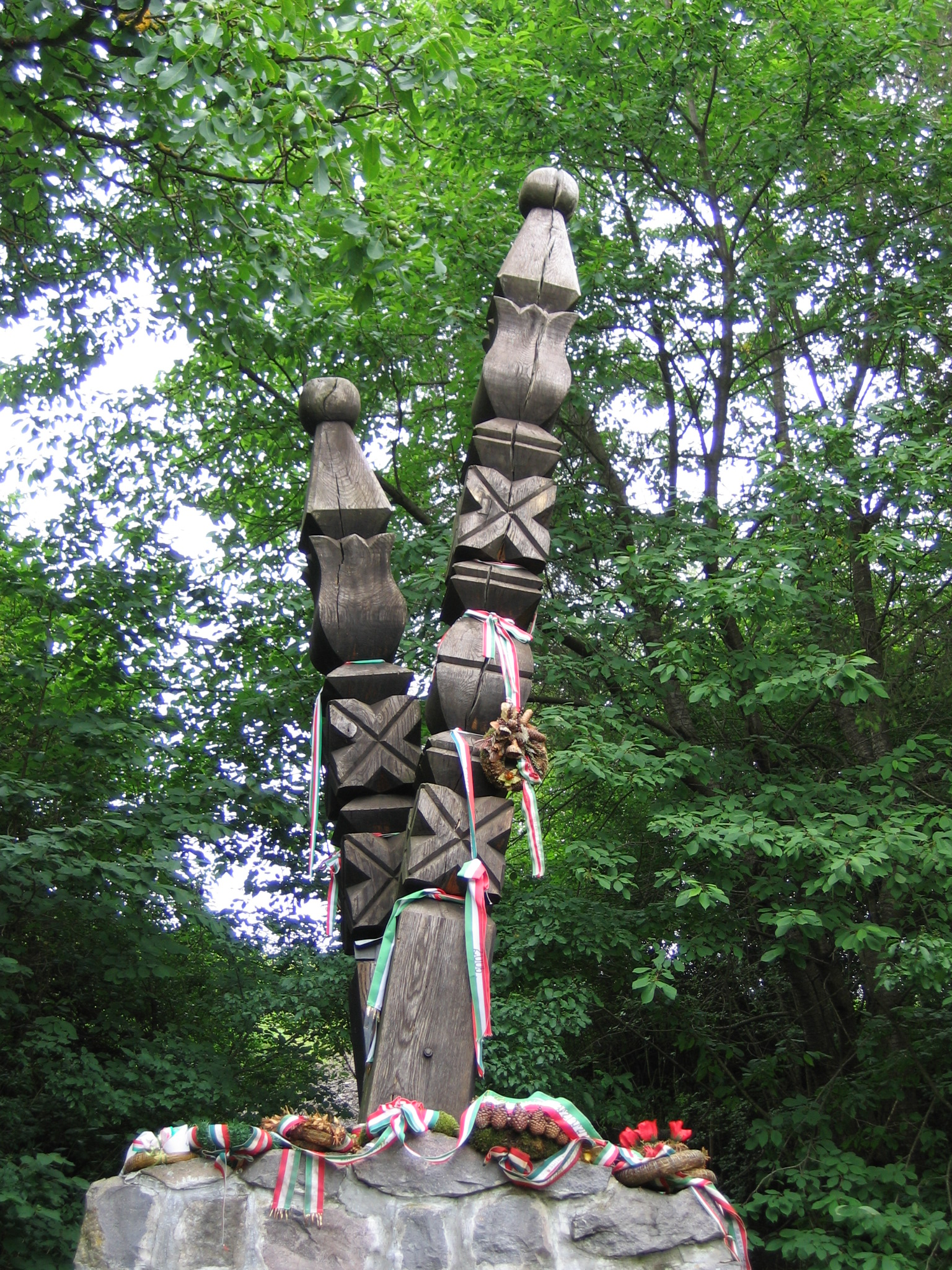
Kopjafák de Băile Seiche (Szejke) en pays sicule
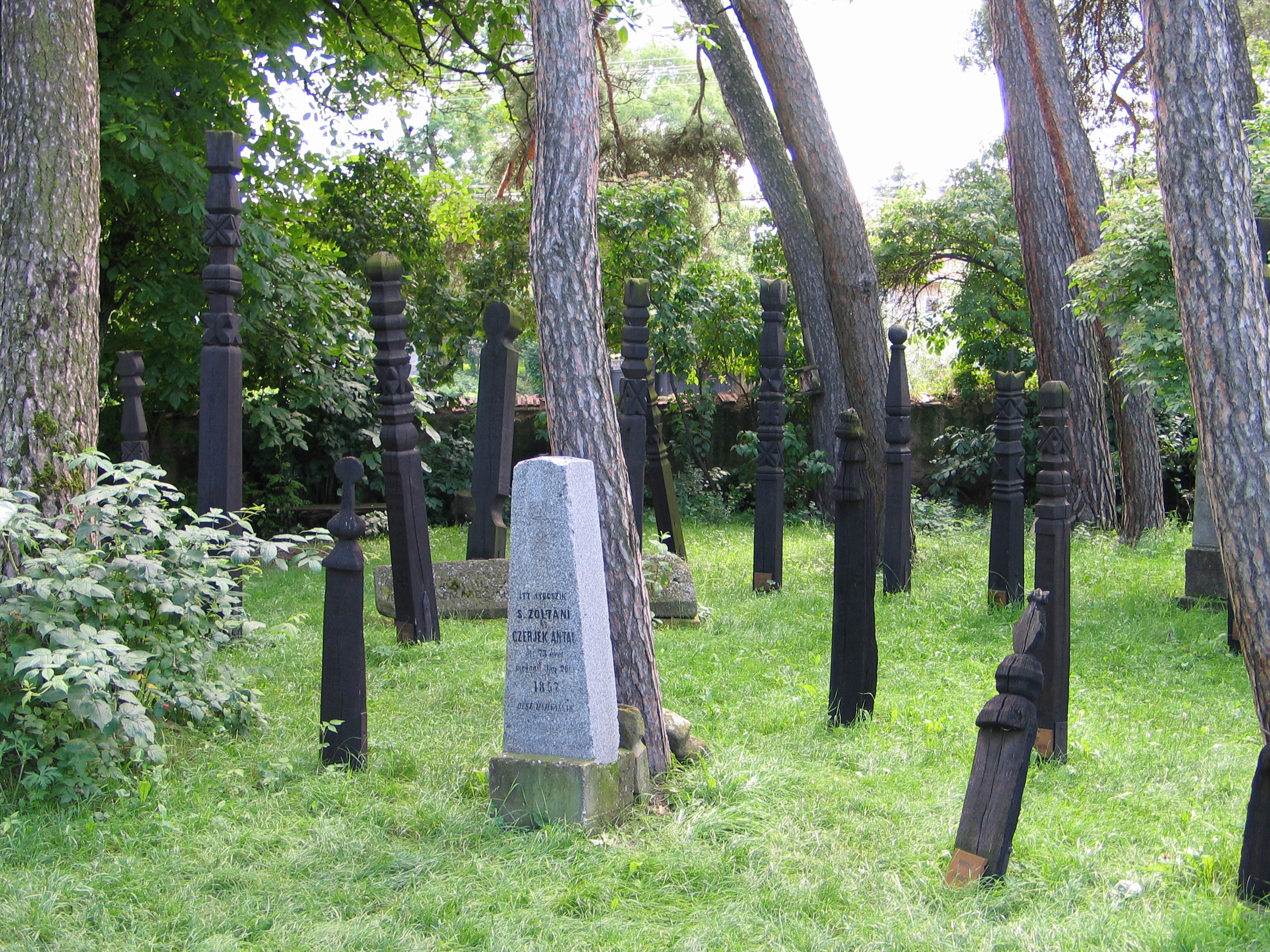
Kopjafák de Cernat (Csernaton)
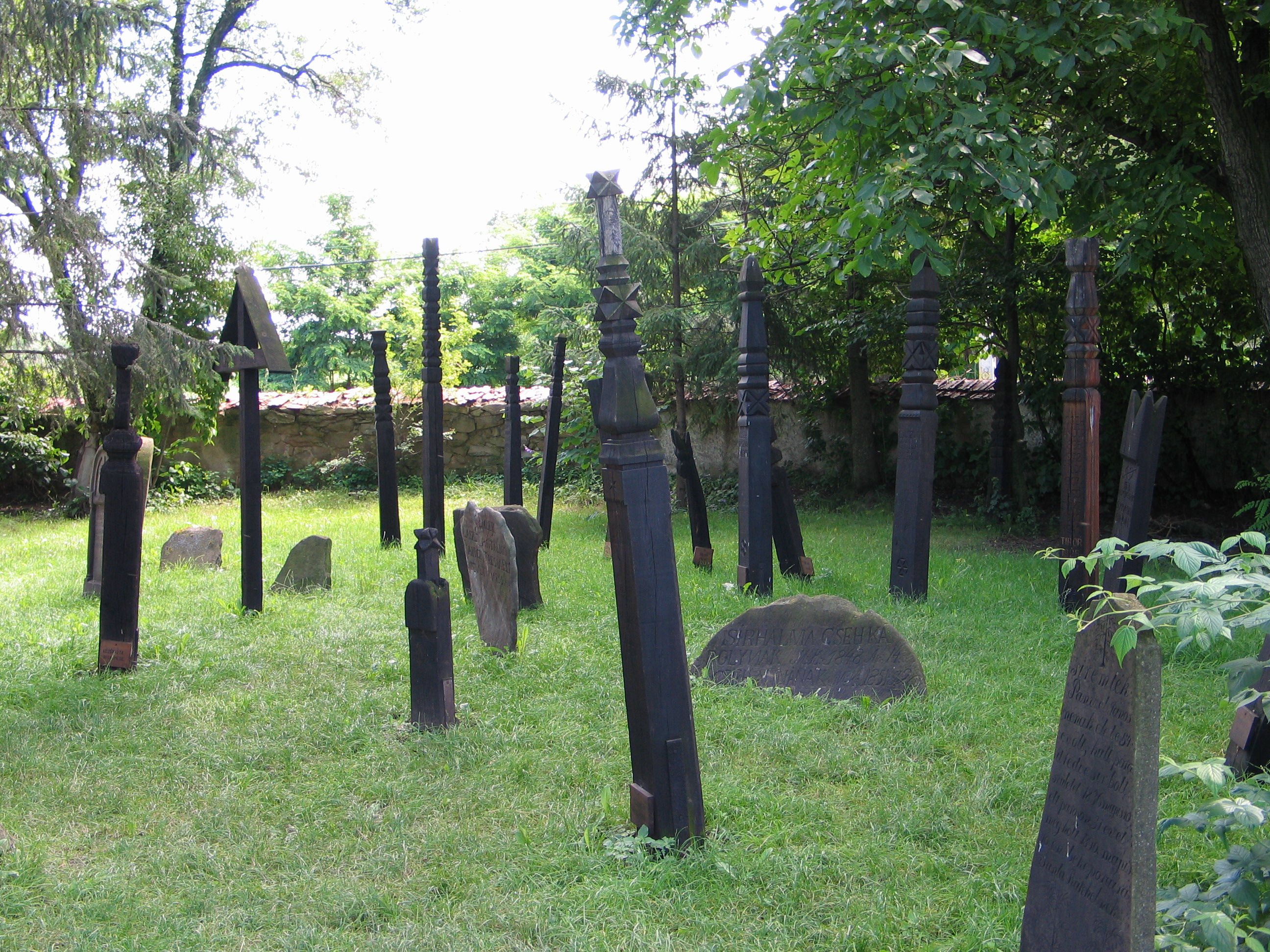
Kopjafák de Cernat (Csernaton)